# Not Another Teen Movie
Not Another Teen Movie (bra: Não É Mais um Besteirol Americano; prt: Oh Não! Outro Filme de Adolescentes) é um filme de comédia adolescente estadunidense de 2001, dirigido por Joel Gallen e escrito por Mike Bender, Adam Jay Epstein, Andrew Jacobson, Phil Beauman e Buddy Johnson.
O elenco inclui Chyler Leigh, Chris Evans, Jaime Pressly, Eric Christian Olsen, Eric Jungmann, Mia Kirshner, Deon Richmond, Cody McMains, Sam Huntington, Samm Levine, Cerina Vincent, Ron Lester, Randy Quaid, Lacey Chabert e Riley Smith.
Lançado em 14 de dezembro de 2001 pela Columbia Pictures, é uma paródia de filmes para adolescentes. Enquanto o enredo geral é baseado em She's All That bem como Varsity Blues, 10 Things I Hate About You, Can't Hardly Wait e  Pretty in Pink, o filme também é preenchido com alusões a filmes adolescentes e universitários dos anos 1980 e 1990, como Bring It On, American Pie, Cruel Intentions, American Beauty, Never Been Kissed, Ferris Bueller's Day Off, Can't Buy Me Love, Jawbreaker, Sixteen Candles, Lucas, Rudy, e The Breakfast Club.

## Sinopse
Janey Briggs (Chyler Leigh), é uma aspirante a artista. Ela é linda, mas vive escondida atrás de óculos grossos, rabo de cavalo e macacão sujo de tinta. Jake Wyler (Chris Evans), é o cara popular, bonito e legal da escola que quer transformar Janey na rainha do baile. Seu melhor amigo é Reggie Ray, que, depois de sofrer um acidente jogando futebol americano, pode morrer se sofrer mais cinco concussões. E, acredite se quiser, sua irmã Catherine Wyler (Mia Kirshner) quer levá-lo para cama.
No entanto, Janey tem outro pretendente: o patético Ricky (Eric Jungmann), que acaba transformando-se no famoso amigo-arroz (só acompanha). Ainda existe uma carismática aluna de intercâmbio Areola (Cerina Vincent) e uma repórter de 90 anos que se matricula para investigar o comportamento dos jovens Sadie (Beverly Polcyn).
Jake aceita apostar que consegue transformá-la em uma linda garota e fazê-la rainha do baile, para desespero da cheerleader Priscilla (Jaime Pressly) e para alegria de seu pai alcoólatra, Mr. Briggs (Randy Quaid).

## Elenco
- Chyler Leigh como Janey Briggs, baseada em Laney Boggs (interpretada por Rachael Leigh Cook) de She's All That, Katerina Stratford (interpretada por Julia Stiles) de 10 Things I Hate About You, e Andie Walsh (interpretada por Molly Ringwald) de Pretty in Pink.
- Chris Evans como Jake Wyler, baseado em Zack Siler (interpretado por Freddie Prinze Jr.) de She's All That e Jonathan Moxon (interpretado por James Van Der Beek) de Varsity Blues.
- Jaime Pressly como Priscilla, baseada em Taylor Vaughan (Jodi Lyn O'Keefe) de She's All That, Big Red (Lindsay Sloane) e Torrance (Kirsten Dunst) de Bring It On, e Angela Hayes (Mena Suvari) de American Beauty.
- Eric Christian Olsen como Austin, baseado em Dean Sampson, Jr. (Paul Walker) de She's All That e Steff McKee (James Spader) de Pretty in Pink.
- Mia Kirshner como Catherine Wyler, baseada em Kathryn Merteuil (Sarah Michelle Gellar) de Cruel Intentions e Mackenzie Siler (Anna Paquin) de She's All That. A personagem Catherine Wyler possui em seu quarto um pôster do filme A Garota de Rosa-Shocking, estrelado por Molly Ringwald, que aparece em uma pequena ponta no filme.
- Deon Richmond como Malik Token baseado em Preston (Dulé Hill) de She's All That.
- Eric Jungmann como Ricky Lipman, baseado em Duckie Dale (Jon Cryer) de Pretty in Pink.
- Ron Lester como Reggie Ray, baseado em Billy Bob (também interpretado por Lester) de Varsity Blues.
- Cody McMains como Mitch Briggs, baseado em Kevin Myers (Thomas Ian Nicholas) de American Pie e Simon Boggs (Kieran Culkin) de She's All That, assim como John Bender (Judd Nelson) de The Breakfast Club.
- Sam Huntington como Ox, baseado em Oz (Chris Klein) de American Pie.
- Samm Levine como Bruce, baseado em Daniel LaRusso (Ralph Macchio) de The Karate Kid, Jim Levenstein (Jason Biggs) de American Pie e Kenny Fisher (Seth Green) de Can't Hardly Wait.
- Lacey Chabert como Amanda Becker, baseada em Amanda Beckett (Jennifer Love Hewitt) de Can't Hardly Wait. As duas atrizes chegaram a estrelar juntas a série de TV estadunidense Party of Five.
- Cerina Vincent como Areola, baseado em Nadia (Shannon Elizabeth) de American Pie.
- Riley Smith como Les, baseado em Ricky Fitts (Wes Bentley) de American Beauty.
- Julie Welch como Mrs. Wyler
- Samaire Armstrong como Kara Fratelli
- Nectar Rose como Sara Fratelli
- Ed Lauter como treinador, baseado no treinador Bud Kilmer (Jon Voight) de Varsity Blues.
- Randy Quaid como Mr. Briggs, baseado em Jack Walsh (Harry Dean Stanton) de Pretty in Pink.
- JoAnna Garcia como Sandy Sue, baseado em Sandy (Olivia Newton-John) de Grease.
- Beverly Polcyn como Sadie Agatha Johnson, baseado em Josie Geller (Drew Barrymore) de Never Been Kissed.
- Rob Benedict como Preston Wasserstein, baseado em Ferris Bueller (Matthew Broderick) de Ferris Bueller's Day Off.
- Patrick St. Esprit como pai de Austin
- Josh Radnor como guia de turismo
- Paul Goebel como o chef que ejaculou no brinde francês de Mitch
- George Wyner como diretor Cornish
- Jon Benjamin como treinador

Cameos
Muitas estrelas de filmes para adolescentes, assim como as dos anos 80, fazem aparições creditadas e não creditadas. Esses incluem:
- Molly Ringwald como comissária de bordo; Ringwald estrelou muitos filmes adolescentes dos anos 80, mais significativamente Pretty in Pink, Sixteen Candles e The Breakfast Club.
- Mr. T como faxineiro sábio; do seriado The A-Team.
- Kyle Cease como rapaz que bate palma no momento errado; Cease atuou como Bogey Lowenstein em 10 Things I Hate About You.
- Melissa Joan Hart (sem créditos) como mulher na festa; Hart também pode ser vista em Can't Hardly Wait e Drive Me Crazy. O comentarista do jogo de futebol elogia Hart e Sabrina the Teenage Witch.
- Lyman Ward como Mr. Wyler; Ward interpretou o pai de Ferris Bueller em Ferris Bueller's Day Off.
- Paul Gleason como Richard "Dick" Vernon; Gleason reprisa seu papel como Vernon de The Breakfast Club.
- Sean Patrick Thomas como adolescente; Thomas apareceu em Can't Hardly Wait, Cruel Intentions e Save the Last Dance.
- Good Charlotte como a banda tocando no baile.

## Recepção
Not Another Teen Movie teve recepção geralmente desfavorável por parte da crítica especializada. Rotten Tomatoes deu ao filme uma pontuação de 28% com base em 96 avaliações, com uma classificação média de 4/10. O consenso do site declara: "NATM tem alguns momentos engraçados, mas o filme exige que o público tenha familiaridade com os filmes sendo falsificados e uma tolerância para banheiro e humor sexual para ser verdadeiramente eficaz". Metacritic deu ao filme uma pontuação de 32/100 com base em comentários de 22 críticos, indicando "geralmente avaliações desfavoráveis".
Roger Ebert, do Chicago Sun-Times, deu ao filme duas estrelas de quatro possíveis, e admitiu rir algumas vezes, mas não tanto quanto fez para American Pie ou Scary Movie. Ebert também criticou o humor escatológico. Ele pediu ao público que não perca tempo no filme, quando no mês de dezembro de 2001 havia "21 outros filmes promissores" para escolher.
Robin Rauzi, do Los Angeles Times, descreveu como "um exercício de 90 minutos para redefinir a palavra 'gratuito'" e sugeriu que é mais provável apelar para crianças de quatorze anos de idade - "que, claro, não deveriam estar vendo este filme classificado como R ". Dennis Harvey da Variety criticou o filme por sua "tendência geral de confundir mero gosto ruim por escândalo e referencialidade simples por sátira", mas elogiou Evans, Pressly e Olsen por dar performances melhores do que o material. Ele observou que o filme segue o modelo de Scary Movie, mas faltou a delicadeza cômica de Anna Faris.
Mick LaSalle, do San Francisco Chronicle, chamou o filme de "um ato grosseiro" e apontou a futilidade de tentar parodiar filmes que já são absurdos. LaSalle reclamou que o filme copia muito de perto de She's All That, chamando-o de "patético" e que Not Another Teen Movie é apenas mais um filme adolescente estereotipado.

## Trilha sonora
A trilha sonora para o filme apresenta artistas de rock da década de 1990 e 2000, abrangendo a maioria das músicas dos anos 1980, e esse CD foi lançado pela Maverick Records, em 2001. No filme, a banda Good Charlotte faz uma pequena aparição, fazendo um show no baile de formatura cantando três músicas deles: I You Leave, I Want Candy e Put Your Hand On My Shoulder. Todos aparecem lá.

### Canções
1. "Tainted Love" - (Gloria Jones) - Marilyn Manson
2. "Never Let Me Down Again" (Depeche Mode) - The Smashing Pumpkins
3. "Blue Monday" (New Order) - Orgy
4. "The Metro" (Berlin) - System of a Down
5. "But Not Tonight" (Depeche Mode) - Scott Weiland
6. "Message of Love" (The Pretenders) - Saliva
7. "Bizarre Love Triangle" (New Order) - Stabbing Westward
8. "99 Red Balloons" (Nena) - Goldfinger
9. "I Melt with You" (Modern English) - Mest
10. "If You Leave" (OMD) - Good Charlotte
11. "Please Please Please Let Me Get What I Want" (The Smiths) - Muse
12. "Somebody's Baby" (Jackson Browne) - Phantom Planet

### Outras canções
1. "Turning Japanese" (The Vapors) - Face to Face
2. "Inbetween Days" (The Cure) - Face to Face
3. "Oh Yeah" (Yello) - versão original (durante a cena de preparação da festa)
4. "Janie's Got a Gun" (Aerosmith) - canção a cappella por Chris Evans
5. "The A-Team Theme" (Mike Post e Pete Carpenter)
6. "My Hero" (Foo Fighters) - versão original
7. "Let's Go" (The Cars)
8. "Prom Tonight" (Ben Folds, Mike Bender, Adam Jay Epstein e Andrew Jacobson) - Jake, Janey, Mitch, Ox, Bruce, Catherine, Priscilla, Mr. Briggs, Austin, Malik, Areola
9. "I Want Candy" (The Strangeloves) - Good Charlotte
10. "Kiss Me" (Sixpence None the Richer)
11. "Don't You (Forget About Me)" (Simple Minds) - Sprung Monkey - (a introdução foi tocada em poucos segundos após a cena da aula de detenção, e tema fixa no encerramento do filme)
12. "Yoo Hoo" (Imperial Teen) - ("Yoo Hoo" é ouvida brevemente durante a entrada de Jaime Pressly em câmara lenta)
13. "Rebel Girl" (Bikini Kill)
14. "Rock Star" (Everclear)
15. "If You Were Here" (Thompson Twins)
16. "Can't Fight This Feeling" (REO Speedwagon) (Canção da entrada da Amanda em câmara lenta)
17. "Let's Begin (Shoot the Shit)" (Bad Ronald)
18. "Let Me Clear My Throat" (DJ Kool)
19. "True" (Spandau Ballet)
20. "Pacific Coast Party" (Smash Mouth)
21. "Space Age Love Song" (A Flock of Seagulls) - No Motiv[10]
22. "Put your head on my shoulder" (Paul Anka)